# Cestrum schulzianum
Cestrum schulzianum är en potatisväxtart som beskrevs av Francey. Cestrum schulzianum ingår i släktet Cestrum och familjen potatisväxter. Inga underarter finns listade i Catalogue of Life.